# Europese kampioenschappen veldlopen 2020
De 27e editie van de Europese kampioenschappen veldlopen zou plaats vinden op 13 december 2020 in de Dublin, Ierland. Op het programma stonden zeven Europese titels.
Begin september 2020 werd door European Athletics bekendgemaakt dat het evenement is afgelast in verband met de coronacrisis in Europa.
1994 ·
1995 ·
1996 ·
1997 ·
1998 ·
1999 ·
2000 ·
2001 ·
2002 ·
2003 ·
2004 ·
2005 ·
2006 ·
2007 ·
2008 ·
2009 ·
2010 ·
2011 ·
2012 ·
2013 ·
2014 ·
2015 ·
2016 ·
2017 ·
2018 ·
2019 ·
2020 ·
2021 ·
2022 ·
2023 ·
2024 ·
2025